# 윤서연 (2003년)
윤서연(2003년 8월 6일~)은 대한민국의 가수로 걸 그룹 tripleS의 멤버다.
재수생으로서 대학입시를 준비하던, 연예 기획사 연습생 경험조차 없는 순수 일반인 출신이며, tripleS 합류가 모든 연예계 활동의 '시작점'인 S로 S1이다.